# Daniel Pearl
Daniel Pearl (* 10. Oktober 1963 in Princeton, New Jersey; † um den 29. Januar 2002 in Karatschi, Pakistan) war ein US-amerikanisch-israelischer Journalist, der für das Wall Street Journal arbeitete. Er wurde am 23. Januar 2002 in den Außenbezirken der Stadt Karatschi (Pakistan) durch eine bis dahin unbekannte „Nationale Bewegung zur Wiederherstellung der pakistanischen Souveränität“ entführt und ca. eine Woche später durch Enthauptung ermordet.

## Leben

### Werdegang
Daniel Pearl war Sohn jüdischer Immigranten aus Israel und hatte die doppelte Staatsbürgerschaft (USA und Israel). Sein Vater ist der Informatiker Judea Pearl.
Seit 1990 beim Wall Street Journal angestellt, arbeitete Pearl zunächst in dessen Büro in Atlanta und ab 1993 im Büro in Washington, D.C. 1996 wechselte er ins Londoner Büro und wurde Korrespondent für den Nahen Osten. Nachdem er 1998 seine spätere Frau Mariane kennengelernt hatte, zog er nach Paris; sie heirateten 1999. Seine Frau ist Tochter einer Kubanerin und eines jüdischen Niederländers, der vor den Nationalsozialisten nach Frankreich flüchtete. Ab August 2000 war Pearl Chef des Südasienbüros des Wall Street Journals und zog mit seiner Frau nach Mumbai. Von dort aus recherchierte er im Januar 2002 unter anderem in Pakistan den Fall des Attentäters Richard Reid.

### Entführung und Ermordung
Während eines Aufenthaltes in Pakistan wurde Pearl entführt. Über seinen Verbleib war nichts bekannt, bis am 21. Februar 2002 ein von den Attentätern zugespieltes Video, das seine Ermordung zeigte, an die Öffentlichkeit gelangte. Am 15. Juli 2002 wurde der Agent Omar Said Sheikh des pakistanischen Geheimdienstes Inter-Services Intelligence (ISI) von einem pakistanischen Gericht wegen der Ermordung Daniel Pearls zum Tode verurteilt. Omar Said Sheikh hat die Tat zu Beginn der Verhandlung gestanden. Nach Angaben der Times of India hat Omar Said Sheikh außerdem im Auftrag des pakistanischen ISI-Chefs Generals Mahmoud Ahmad einige Wochen vor dem 11. September 2001 100.000 Dollar an Mohammed Atta, einen der Attentäter der Terroranschläge am 11. September 2001, überwiesen.
Chalid Scheich Mohammed gestand 2007 im berüchtigten Gefangenenlager Guantanamo, er habe mit seiner „gesegneten rechten Hand […] den Kopf des amerikanischen Juden Daniel Pearl in Karachi abgeschlagen“.
Eine Studie der Georgetown University kam Anfang 2011 zu dem Schluss, Chalid Scheich Mohammed sei der Mörder von Pearl. Durch einen Abgleich der Hände des Mörders mit jenen von Chalid Scheich Mohammed kam sie anhand der Venen zu dem Schluss, dass es sich um dieselbe Person handeln muss. Der Untersuchung zufolge waren sich die ursprünglichen Entführer nicht einig, was sie mit Pearl machen sollten; zeitweise hätten sie eine Freilassung erwogen. Dabei schaltete sich den Erkenntnissen zufolge die al-Qaida-Spitze ein. Chalid Scheich Mohammed und zwei weitere Mitglieder hätten den Entführungsfall geleitet, wie mehrere Zeugen aussagten. Mohammed schnitt Pearl die Kehle durch. Durch einen Fehler seines Komplizen bei der Bedienung der Kamera konnte kein Propagandafilm erstellt werden. Um doch noch an eine Aufnahme zu kommen, stellte Mohammed der Untersuchung zufolge den Mord nach und schnitt dabei Pearl den Kopf ab.
Laut Georgetown University waren 27 Menschen in die Entführung und den Tod von Pearl involviert; 14 von ihnen waren Anfang 2011 auf freiem Fuß.
Im April 2020 hob ein pakistanisches Gericht in der Provinz Sindh das Todesurteil gegen den gebürtigen Briten Omar Said Sheikh auf. Das Gericht urteilte, die Verurteilung wegen Mordes basiere auf fehlerhaften Beweisen.
Im Januar 2021 wurde Sheikh freigelassen.

## Musikalisches Denkmal
2006 schrieb der US-amerikanische Komponist Steve Reich sein Stück Daniel Variations. In dem viersätzigen Werk werden im zweiten und vierten Satz Worte von Daniel Pearl verwendet: „My name is Daniel Pearl“ und „I sure hope Gabriel likes my music when my day is done“. Im ersten und dritten Satz werden Verse aus dem biblischen Buch Daniel verwendet.
Die Daniel Variations wurden von Daniels Vater, Judea Pearl, und der Daniel Pearl Foundation in Auftrag gegeben, zusammen mit dem Barbican Centre, wo das Werk 2006 uraufgeführt wurde.

## Roman und Verfilmung
Mariane Pearl war zur Zeit der Entführung ihres Mannes mit ihrem ersten Kind im fünften Monat schwanger und brachte am 27. Mai 2002 in Paris Adam Pearl zur Welt. Sie zog nach New York City und veröffentlichte 2003 das Buch A Mighty Heart: The Brave Life and Death of My Husband Daniel Pearl. Es erschien in 16 Sprachen, darunter Deutsch.
Das US-Schauspielerpaar Brad Pitt und Angelina Jolie verwirklichte einen Film zu diesem Buch. Jolie spielte Mariane Pearl, Pitt produzierte den Film und Michael Winterbottom führte Regie. Der Schauspieler und Drehbuchautor Dan Futterman (Capote) verkörperte Daniel Pearl. Der Film startete am 22. Juni 2007 in den USA und am 13. September 2007 in Deutschland in den Kinos (Ein mutiger Weg).